# Neotheronia herrerai
Neotheronia herrerai là một loài tò vò trong họ Ichneumonidae.